# Aleksandr Sjaparenko
Aleksandr Sjaparenko (Nógrád, 15 december 1943) is een Sovjet-Oekraïens kanovaarder.
Sjaparenko won samen met Vladimir Morozov tijdens de Olympische Zomerspelen 1968 de gouden medaille op de K-2 1000 meter en individueel K-1 1000 meter. Vier jaar later won hij de titel op de K-1 1000 meter.

## Belangrijkste resultaten

### Olympische Zomerspelen
| Editie | Plaats      | Resultaten          |
| ------ | ----------- | ------------------- |
| 1968   | Mexico-stad | K-2 1000m K-1 1000m |
| 1972   | München     | K-1 1000m           |
| 1976   | Montreal    | 5e K-1 1000m        |

### Wereldkampioenschappen vlakwater
| Jaar | Plaats       | Resultaten                           |
| ---- | ------------ | ------------------------------------ |
| 1966 | Oost-Berlijn | K-1 1000 m · K-2 1000 m · K-4 1000 m |
| 1970 | Kopenhagen   | K-1 1000 m                           |
| 1971 | Belgrado     | K-1 1000 m                           |
| 1973 | Tampere      | K-1 10000 m · K-1 1000 m             |
| 1974 | Mexico-stad  | K-1 10000 m                          |
| 1977 | Sofia        | K-4 10000 m · K-4 1000 met           |
| 1978 | Belgrado     | K-4 10000 m                          |
| 1979 | Duisburg     | K-4 10000 m · K-4 1000 m             |

1936: Gregor Hradetzky ·
1948: Gert Fredriksson ·
1952: Gert Fredriksson ·
1956: Gert Fredriksson ·
1960: Erik Hansen ·
1964: Rolf Peterson ·
1968: Mihály Hesz ·
1972: Aleksandr Sjaparenko ·
1976: Rüdiger Helm ·
1980: Rüdiger Helm ·
1984: Alan Thompson ·
1988: Greg Barton ·
1992: Clint Robinson ·
1996: Knut Holmann ·
2000: Knut Holmann ·
2004: Eirik Verås Larsen ·
2008: Tim Brabants ·
2012: Eirik Verås Larsen ·
2016: Marcus Walz ·
2020: Bálint Kopasz ·
2024: Josef Dostál
1936: Alfons Dorfner & Adolf Kainz ·
1948: Hans Berglund & Lennart Klingström ·
1952: Yrjö Hietanen & Kurt Wires ·
1956: Meinrad Miltenberger & Michel Scheuer ·
1960: Gert Fredriksson & Sven-Olov Sjödelius ·
1964: Sven-Olov Sjödelius & Gunnar Utterberg ·
1968: Vladimir Morozov & Aleksandr Sjaparenko ·
1972: Nikolai Gorbatsjov & Viktor Kratasjoek ·
1976: Sergej Nagorny & Vladimir Romanovski ·
1980: Vladimir Parfenovitsj & Sergej Tsjoechrai ·
1984: Hugh Fisher & Alwyn Morris ·
1988: Greg Barton & Norman Bellingham ·
1992: Kay Bluhm & Torsten Gutsche ·
1996: Antonio Rossi & Daniele Scarpa ·
2000: Beniamino Bonomi & Antonio Rossi ·
2004: Henrik Nilsson & Markus Oscarsson ·
2008: Martin Hollstein & Andreas Ihle ·
2012: Rudolf Dombi & Roland Kökény ·
2016: Marcus Groß & Max Rendschmidt ·
2020: Thomas Green & Jean van der Westhuyzen